# Província de Phongsali
Phôngsali (laosià: ຜົ້ງສາລີ) és una província de Laos, localitzada en el nord del país. La capital de la província és la ciutat de Phôngsali. Phôngsali està localitzat entre Yunnan (Xina), i també entre el Vietnam. La seva cultura ha estat històricament sota la influència de la Xina.

## Comerç
Phôngsali és el nexe principal de comerç entre Laos i la Xina, on Laos exporta mà d'obra i importa certs béns. Hi ha també diverses empreses xineses establertes a la província, amb una altra inversió estrangera.

## Demografia
La Província de Phôngsali posseeix una superfície total de 16.270 quilòmetres quadrats, i segons el cens realitzat el 2004, aquesta província està habitada per un total de 199.900 persones. La seva densitat de població és de dotze habitants per cada quilòmetre quadrat.

## Divisions administratives
Aquesta província està subdividida en set districtes:
- Boun Nua
- Boun Tai
- Khoa
- Mai
- Gnot-Ou
- Phongsali
- Samphan